# 德本歩未香
德本 歩未香（とくもと あみか、2004年6月13日 - ）は、日本の女子バレーボール選手である。

## 来歴
大阪府大阪市出身。
2020年、金蘭会高等学校に進学。2022年、U-20日本代表に選出され、アジアU20選手権に出場。優勝に貢献し、ベストリベロ賞を受賞した。高校大会では、全国高等学校総合体育大会（インターハイ）で優勝し、全日本高等学校選手権大会（春高バレー）で4強入りを果たした。2022/23シーズン、V.LEAGUE DIVISION1 WOMEN（V1女子）に所属する日立Astemoリヴァーレの内定選手となった。内定選手としてV1女子の試合に出場し、Vリーグデビューを果たした。
2023年、高校卒業後に、日立Astemoリヴァーレに入団した。
2024年、背番号が20から齋藤加奈子の着用していた7に変更となった。

## 球歴
- U-20日本代表
  - アジアU20選手権 - 2022年

## 所属チーム
- 金蘭会高等学校（2020-2023年）
- 日立Astemoリヴァーレ/Astemoリヴァーレ茨城（2023年-）

## 受賞歴
- 2022年 - アジアU20選手権 ベストリベロ賞